# 佐藤さとる
佐藤 さとる（さとう さとる、本名：佐藤 暁（読み同じ）、1928年2月13日 - 2017年2月9日）は、日本の童話作家。本名名義による作品もある。既婚。日本文芸家協会会員。

## 概要
父・佐藤完一は海軍軍人で、ミッドウェイ海戦で戦死。アララギ派の歌人でもあった。母は小学校教員。父方の叔父佐藤真樹は「コスモス」の歌人で、その娘は奥村晃作と結婚した。
10歳まで神奈川県横須賀市で育ち横浜に転居、以後横浜を拠点として創作活動を行う。2歳上の双子の姉から字を教わり、5歳の頃に初めて「イソップ物語」を読み、アンデルセンやグリムの童話にも夢中になった。
戦後、日本童話会に入会、童話創作を志す。1949年児童文学者後藤楢根の紹介で長崎源之助と出会い、長崎と一緒に平塚武二に師事。1950年、長崎、いぬいとみこや神戸淳吉らと、同人誌『豆の木』を創刊する。
実業之日本社で編集者生活を送った後、作家となった。「日本初のファンタジー小説」と謳われる『コロボックル物語』シリーズをはじめとするファンタジー的作品で知られる。

## 略歴
（講談社『小さな人のむかしの話』他掲載・出版プロフィールより抜粋）
- 1928年 - 横須賀市に生まれる
- 1938年 - 横浜市へ転居
- 1945年 - 横浜第三中学校（現・神奈川県立横浜緑ヶ丘高等学校）を卒業し、海軍水路部（海上保安庁水路部の前身）へ入学するが、肺結核の疑いありと診断され旭川に疎開[7]。
- 1946年 - 横浜に帰り、関東学院工業専門学校（旧制）建築科の補欠募集を受験、後期入学[8]。日本童話会に入会、童話創作をはじめる[9]。
- 1948年 - 当時雑誌編集者をしていた寺村輝夫が佐藤の作品を掲載しようとしたが、担当雑誌が廃刊になり載せられなかった
- 1949年 - 関東学院大学（旧工業専門学校）工学部建築科卒。横浜市役所入所、同年秋、中学校教師として転出[9]。
- 1950年 - 同人誌『豆の木』に参加
- 1952年 - 広島図書株式会社の児童雑誌「ぎんのすず」編集部勤務[10]。
- 1954年 - 実業之日本社に入社[11]。「少女の友」編集担当（翌年教科書部へ）[8]。
- 1959年 - 『だれも知らない小さな国』出版（毎日出版文化賞・国際アンデルセン賞国内賞受賞）
- 1963年 - 実業之日本社が、児童図書出版部を設立、同部に所属。社内原稿で引き受け手のない教育童話を書き、自ら編集（「机の上の運動会」）[8]。
- 1965年 - 佐藤さとる公式サイトの年表によると「コロボックル物語第３作『星から落ちた小さな人』で産経児童出版文化賞を受賞」[8]とあるが、同賞のリストによると「候補作」で受賞はしていない。
- 1967年 - 『おばあさんのひこうき』により児童福祉文化賞（厚生大臣賞）・第5回野間児童文芸賞・第4回国際アンデルセン賞国内賞受賞[9][12]
- 1970年 - 実業之日本社嘱託社員になり執筆に専念[8]。
- 1983年 - 若手児童文学作家、画家、編集者らと同人誌「鬼ヶ島通信」を創刊[9]。
- 1988年 - 第11回巖谷小波文芸賞受賞（日本の児童文学界にファンタジーを根づかせた業績と諸作品）[9][13]
- 2003年 - 同人誌「鬼ヶ島通信」が創刊20周年で第40号を発刊、記念交流会を開催[9]。
- 2005年 - 神奈川県より第54回神奈川文化賞受賞（児童文学の普及発展に尽力）[9]
- 2007年 - 「本朝奇談 天狗童子」で第37回赤い鳥文学賞受賞[14][15]（なお挿絵担当の村上豊も同作の挿絵で赤い鳥さし絵賞を受賞）。他にエクソンモービル児童文化賞受賞[16]。
- 2010年 - 旭日小綬章
- 2017年2月9日 - 心不全により死去。88歳没[2]。

## 作風
- 児童向けの作品で知られるが、童話の中に現実性の高い状況をさりげなくちりばめる手法により、高く評価されている。
- 『わんぱく天国』では、自らの横須賀における子供時代の体験を元にしたと思われる、当時の詳細な遊び方の一部を紹介した。
- 画家は『コロボックル』をはじめとする、村上勉とのコンビが有名。

## 作品

### コロボックル物語
1. だれも知らない小さな国　佐藤暁名義 若菜珪絵 講談社、1959年、のち文庫（村上勉絵）
2. 豆つぶほどの小さないぬ　佐藤暁名義 若菜珪絵、講談社、1959年、のち文庫（村上勉絵）
3. 星からおちた小さな人 村上勉絵 講談社、1965年、のち文庫
4. ふしぎな目をした男の子 村上勉絵 講談社 1971年、のち文庫
5. 小さな国のつづきの話　村上勉絵 講談社、1983年、のち文庫

- 別巻『小さな人の昔の話』村上勉絵 講談社、1987年、のち青い鳥文庫、『コロボックルむかしむかし』講談社文庫
- 『コロボックルそらをとぶ』村上勉 絵　講談社、1971年、コロボックルカラー童話
- 『コロボックルふねにのる』村上勉 絵　講談社、1971年、コロボックルカラー童話
- 『トコちゃんばったにのる』村上勉 絵　講談社、1971年、コロボックルカラー童話
- 『そりにのったトコちゃん』村上勉 絵　講談社、1972年、コロボックルカラー童話
- 『コロボックル童話集』村上勉 絵　1983年、講談社青い鳥文庫
- 『百万人にひとり/へんな子』村上勉 絵　講談社、2009年、もうひとつのコロボックル物語
- 『ヒノキノヒコのかくれ家 /人形のすきな男の子』村上勉 絵　講談社、2009年、もうひとつのコロボックル物語
- 『コロボックル物語・番外編 ブドウ屋敷文書の謎』2013年、私家版『だれも知らない小さな国』復刻版特別付録

### 児童文学
- 『つくえのうえのうんどうかい : なかまにはいれる子にする童話』佐藤暁名義,若菜珪絵 実業之日本社 1963　のち小峰書店、1983年（村上勉絵）。
- 『てのひら島はどこにある』佐藤暁名義,池田仙三郎 絵　理論社、1965年、のちフォア文庫（林静一 画）　のち理論社 2003年（林静一画）　のち理論社 2016(池田仙三郎画)
- 『おばあさんのひこうき』村上勉 絵 小峰書店、1966年、のちてのり文庫　のち偕成社 1999年
- 『そこなし森の話 短編集』村上勉 絵 実業之日本社、1966年。のち偕成社 1989年（中村道雄 絵）
- 『宇宙からきたかんづめ』村上勉 絵 盛光社、1967年、創作S・Fどうわ、のち童心社、1979年。のちゴブリン書房、2011年（岡本順絵）。
- 『海へいった赤んぼ大将』村上勉 絵 あかね書房、1968年、のち文庫
- 『マコトくんとふしぎないす』村上勉 絵 偕成社、1968年。
- 『宇宙からきたみつばち』村上勉 絵 盛光社、1969年、創作SFえほん、のちフォア文庫。
- 『おしゃべりゆわかし』村上勉 絵 あかね書房、1969年。
- 『きつね三吉』村上勉 絵 大日本図書、1969年。のち偕成社 1984年
- 『ぼくのけらいになれ』村上勉 絵 小峰書店、1969年。
- 『赤んぼ大将山へいく』村上勉 絵 あかね書房、1970年。
- 『100ばんめのぞうがくる』村上勉 絵 偕成社、1970年。
- 『わんぱく天国 按針塚の少年たち』村上勉 絵 講談社、1970年、のち文庫、青い鳥文庫。のちゴブリン書房 2016年（岡本順画）
- 『あめふりこぞう』村上勉 絵 偕成社、1971年。
- 『おおきなきがほしい』村上勉 絵 偕成社、1971年。
- 『タツオのしま』村上勉 絵 講談社、1971年。
- 『ぼくのつくえはぼくのくに』村上勉 絵 学習研究社、1971年。 のち学研小学生文庫
- 『太一くんの工場』国語教科書　新版標準　五年上 教育出版、1971年。
- 『佐藤さとる全集』村上勉 絵 講談社、全12巻、1972-74年。
  - 1 おばあさんのひこうき・おしゃべりゆわかし
  - 2 つくえの上のうんどうかい・大きな木がほしい
  - 3 ぼくのつくえはぼくのくに・コロボックルのトコちゃん
  - 4 海へいった赤んぼ大将・だいだらぼっち
  - 5 赤んぼ大将山へいく・タツオノ島
  - 6 マコトくんとふしぎないす・きつね三吉
  - 7 てのひら島はどこにある・雨ふりこぞう
  - 8 だれも知らない小さな国・そこなし森の話
  - 9 豆つぶほどの小さないぬ・井戸のある谷間
  - 10 星からおちた小さな人・ふしぎなおばあさん
  - 11 ふしぎな目をした男の子・ヒノキノヒコのかくれ家
  - 12 わんぱく天国・ネムリコの話
- 『ジュンとひみつの友だち』村上勉 絵 岩波書店、1972年、のち少年文庫。
- 『ふしぎなふしぎなながぐつ』村上勉 絵 偕成社、1972年。
- 『いたちの手紙』村上勉 絵 講談社、1973年。
- 『カラッポのはなし』村上勉 絵 あかね書房、1973年。
- 『ぼくのおばけ』岩村和朗 絵 偕成社、1973年。
- 『イサムのひこうき』岩村和朗 絵 偕成社、1974年。
- 『カッパと三日月』斎藤博之 画 あかね書房、1974年。
- 『くるみたろう』田代三善 え 小峰書店、1974年。
- 『いじめっこがふたり』村上勉 絵 偕成社、1975年。
- 『ねこのぼんおどり』村上勉 画 あかね書房、1975年、新作絵本日本の民話。
- 『ひみつのかたつむり号』村上勉 画 童心社、1975年、のちフォア文庫。
- 『ぼくのいぬくろべえ』鈴木博 画 小学館、1975年。
- 『えんぴつたろうのぼうけん』竹川功三郎 絵 講談社、1976年。のち『えんぴつ太郎のぼうけん』と改題して、鈴木出版 2015年（岡本順画）
- 『かぜにもらったゆめ』詩 村上勉 絵 童心社、1976年。
- 『くちぶえをふくねこ』村上勉 絵 偕成社、1976年。
- 『佐藤さとるファンタジー童話集』村上勉 絵 講談社文庫、1976-89年。
  - そこなし森の話
  - 名なしの童子
  - おばあさんの飛行機
  - 赤んぼ大将
  - てのひら島はどこにある
  - ジュンと秘密の友だち
  - 口笛を吹くネコ
  - 小鬼がくるとき
  - コロボックルのトコちゃん
  - 宇宙からきたかんづめ
  - ぼくの机はぼくの国
- 『ぼくは魔法学校三年生』村上勉 絵 大日本図書、1976年、のちてのり文庫、1988年。
- 『かどんぼっこ』岩村和朗 絵 偕成社、1977年。
- 『小鬼がくるとき』水村まどみ 画 あかね書房、1977年。
- 『じゃんけんねこ』岩村和朗 絵 あかね書房、1977年。
- 『ぼくのジープ』村上勉 絵 偕成社、1977年。
- 『ぼくのひこうき』村上勉 絵 偕成社、1977年。
- 『ぼくのヨット』村上勉 絵 偕成社、1977年。
- 『ぽすとにきいたはなし』竹川功三郎 絵 小峰書店、1977年。
- 『まいごのおばけ』村上勉 絵 講談社、1977年。
- 『わんぱく天国』村上勉 絵 講談社、1977年。
- 『あっちゃんのよんだ雨』渡辺有一絵 偕成社、1978年。
- 『おかあさんのたからもの』村上勉 絵 教育研究社、1978年。
- 『まほうのはしご』鈴木幸枝 絵　佼成出版社、1978年。
- 『このさきゆきどまり』水村まどみ絵、講談社、1979年。
- 『さんぽにいこうよ』村上勉 画　偕成社、1979年。
- 『どんぐりたろう』村上勉 絵　金の星社、1979年。
- 『ねずみのまちの一ねんせい』村上勉 絵　偕成社、1979年。
- 『まめだぬき』村上勉 絵　フレーベル館、1979年。
- 『まほうのチョッキ』鈴木まもる絵 偕成社、1980年。
- 『まほうつかいのちかみち』村上勉 絵 あかね書房、1981年。
- 『りゅうのたまご』村上勉 絵 偕成社文庫、1981年。
- 『てのひら島はどこにある』林静一 絵 理論社 1981年
- 『かえるのアパート』林静一 絵　講談社、1982年。
- 『こおろぎとおきゃくさま』村上勉 絵 大日本図書。1982年。
- 『佐藤さとるファンタジー全集』村上勉 絵 講談社、全16巻、1982-83年。のち復刊ドットコムから再刊
  - 1 だれも知らない小さな国
  - 2 豆つぶほどの小さないぬ
  - 3 星からおちた小さな人
  - 4 ふしぎな目をした男の子
  - 5 小さな国のつづきの話
  - 6 そこなし森の話
  - 7 てのひら島はどこにある
  - 8 おばあさんの飛行機
  - 9 赤んぼ大将
  - 10 ジュンと秘密の友だち
  - 11 わんぱく天国
  - 12 いたちの手紙
  - 13 ぼくは魔法学校三年生
  - 14 名なしの童子
  - 15 ファンタジーの世界
  - 16 佐藤さとるの世界
- 『とおいほしから』村上勉 絵 大日本図書、1982年。
- 『しかられぼうずのひみつ』村上勉 絵　偕成社、1984年。
- 『たっちゃんとでんしんばしら』村上勉 絵 ひくまの出版、1984年。
- 『ねずみとよめいり』村上勉 絵 童心社、1984年。
- 『えんぴつたろうのひっこし』村上勉 絵　講談社、1986年。
- 『おばけのチミとセンタクバサミ』村上勉 絵　あかね書房、1986年。
- 『はさみがあるいたはなし』村上勉 絵　小学館、1986年。
- 『イサムのへんてこひこうき』改訂版、岩村和朗 絵　偕成社、1987年。
- 『タクちゃんのないしょのはなし』岡本順絵 偕成社、1988年、佐藤さとる幼年童話。
- 『ちゃいろの小びんちゃん』村上勉 絵 国土社、1991年、"まほうの風"幼年どうわシリーズ。
- 『おかあさんのおとしもの』しんしょうけん絵 童心社、1993年。
- 『ふしぎなあの子』岡本順 絵 あかね書房、1993年。
- 『まいごのおばけ』村上勉 絵 講談社、1993年。
- 『えんぴつたろうの三つのぼうけん』岡本順 絵 講談社、1994年。
- 『かえるのアパート』林静一 絵 講談社、1994年。
- 『ねこがわんいぬはにゃん』童心社、1994年。
- 『なきむしこうさぎ』しんしょうけん絵 ポプラ社、1996年。
- 『赤んぼ大将さようなら』あかね書房、1997年。
- 『スケートねこ』武田美穂絵 ポプラ社、1997年。
- 『ふっくらふしぎなおくりもの』岡本順 絵 ポプラ社、1997年。
- 『ひめさまと二十日ねずみ』しんしょうけん 絵　大日本図書、1998年。
- 『いってかえって星から星へ』田中清代 絵　ビリケン出版、2000年。
- 『どんぐり、あつまれ!』田中清代 絵 あかね書房、2001年。
- 『うさぎのゆきだるま』しんしょうけん 絵 にっけん教育出版社、2002年。
- 『佐藤さとる幼年童話自選集』ゴブリン書房、全4巻、2003-04年。
- 『天狗童子 本朝奇談』画: 村上豊　あかね書房、2006年、のち『完全版・本朝奇談(にほんふしぎばなし)天狗童子』 2009年　のち講談社文庫 2012年
- 『佐藤さとる童話集』ハルキ文庫、2010年。

### その他
- 佐藤暁『つくえのうえのうんどうかい なかまにはいれる子にする童話』実業之日本社、1963年、よい性格をつくる童話シリーズ。
- 『ファンタジーの世界』講談社現代新書（評論）、1978年。
- 『ファンタジー童話傑作選』（編著）全2編、1979年、講談社文庫。
- 『新仮名草子 机上庵志異』講談社、1982年、のち「机の上の仙人 : 机上庵志異」と改題して文庫。のち『机の上の仙人 : 机上庵志異』ゴブリン書房、2014年（岡本順画）
- 『だれも知らない小さな話 随筆集』偕成社、2003年。
- 『海の志願兵 佐藤完一の伝記』偕成社、2010年。
- 『オウリィと呼ばれたころ―終戦をはさんだ自伝物語』理論社 2014年
- 『コロボックルの世界へ』（監修） 講談社、2015年
- 『コロボックルに出会うまで : 自伝小説サットルと『豆の木』』偕成社 2016年

## 翻訳
- 上田秋成『雨月物語』講談社、1992年、少年少女古典文学館。
- ジュール・ヴェルヌ『神秘島物語』講談社、1998年、痛快世界の冒険文学。

## 外国語訳
- ルース・マクリーリ訳『だれも知らない小さな国』講談社、1988年。